# (15807) 1994 GV9
1994 جي في 9 (ويعرف أيضًا باسم (15807) 1994 جي في 9 وفق تسمية الكوكب الصغير) (بالإنجليزية: 1994 GV9)‏ هو كويكب ضمن حزام الكويكبات؛ وترتيبه 15807 من حيث الاكتشاف.
اكتُشف هذا الجُرم الفلكي بواسطة ديفيد جويت في 15 أبريل 1994.

## وصلات خارجية
- (15807) 1994 GV9 في قاعدة بيانات مختبر الدفع النفاث لأجرام النظام الشمسي الصغيرة

- الاكتشاف · مخطط المدار ·  العناصر المدارية · المعلمات المادية

- (15807) 1994 GV9 على موقع ويكي سكاي: DSS2, SDSS, GALEX, IRAS, Hydrogen α, X-Ray, Astrophoto, Sky Map, Articles and images